# Jean-Gaspard Deburau

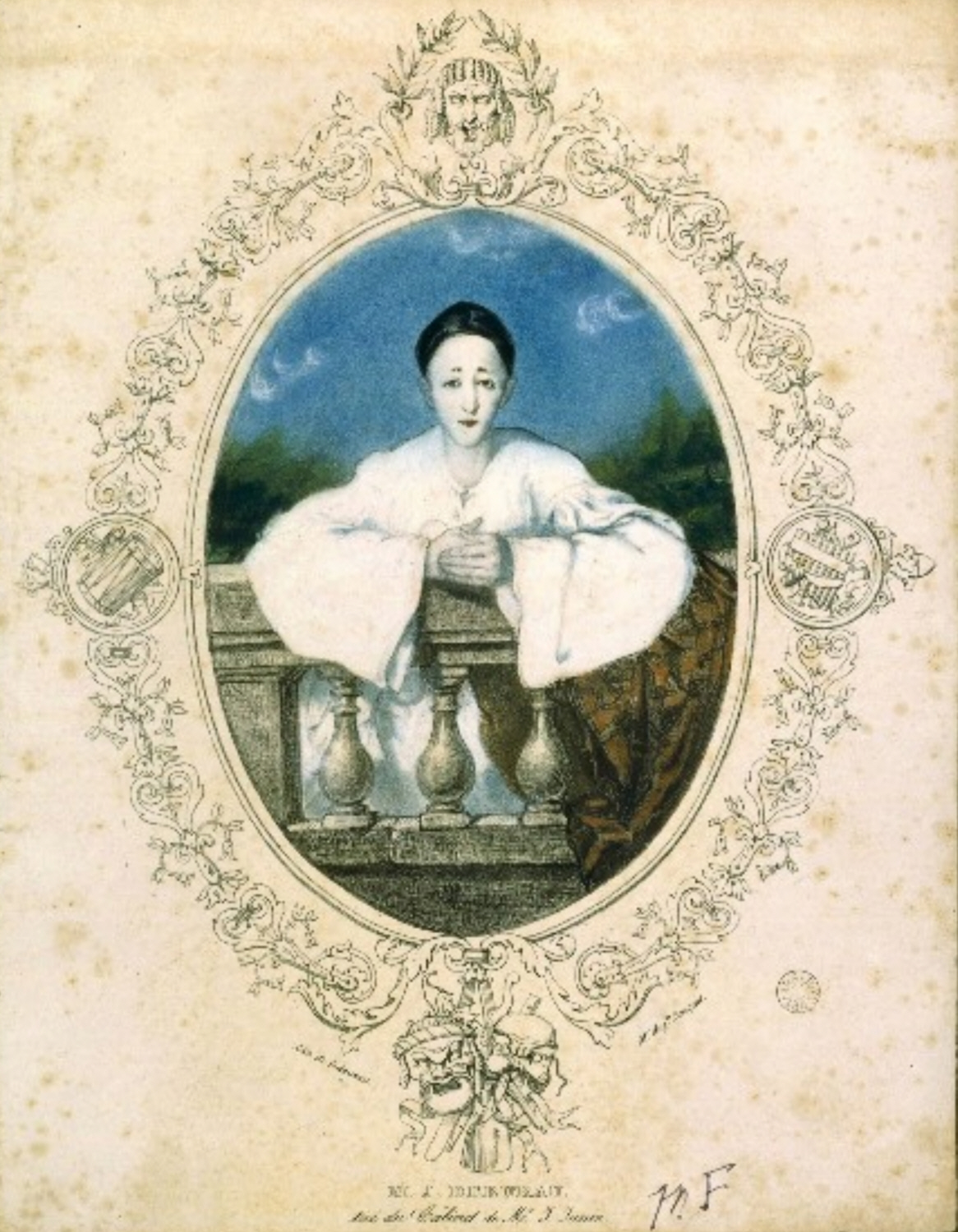
Jean-Gaspar Deburau.

Jean-Gaspard-Baptiste Deburau, en checo Jan Kašpar Dvorák, (Bohemia, 1796- París, 1846) fue un mimo y saltimbanqui francés. Es el padre de Charles Deburau.

## Biografía
Hijo del bailarín de la corte Philippe Germain Anselme Deburau, y la checa Kateřina Králová (o Catherine Graff). Llegó a París en 1811, en una compañía de saltimbanquis y llegó a ser la estrella de Boulevard du crime, del Théâtre des Funambules. 
Era trapecista de cuerda, pero un accidente le obligó a dejar el trapecio. En uno de sus numerosos viajes entabló amistad con un viejo actor italiano del cual solo se conoce su nombre, Yácomo, quien le enseña los rudimentos de la pantomima. En 1819, apareció por primera vez en público como mimo, interpretando el papel de Pierrot, bajo el nombre de "Baptiste", y modificando en parte el vestuario tradicional del personaje, cambiando el sombrero de lana blanca y la gorguera por un bonete negro para contrastar su cara. Entró a formar parte de la compañía Los Funámbulos, donde se hizo popular. 
Un hecho marcó su vida, el asesinato de un niño de la calle, a quien asestó un bastonazo en un confuso episodio del cual resultó absuelto. También lo marcó la separación de su mujer e hijo; lo que no le impidió firmar un contrato ventajoso con "Los Funámbulos" con los que permanecería el resto de sus días. Con ellos fue protagonista del declive del Pierrot que él había dignificado y estilizado a su imagen y semejanza, al ponerse en escena otro Pierrot, proletarizado y fatalista, que Deburau rehusó siempre interpretar. Supo captar y transmitir con el arte sutil y directo de sus gestos el motivo de sus penas y alegrías.
Está enterrado en el cementerio de Père-Lachaise junto a su hijo Charles Deburau.

## En la cultura popular
Inspiró a Sacha Guitry para su pieza teatral Deburau (1918) y su película Deburau (1951); y a Jacques Prévert y Marcel Carné para Les Enfants du paradis (1945), película en la que fue encarnado por Jean-Louis Barrault.